# 秋本俊一
秋本 俊一（あきもと しゅんいち、1925年12月20日 - 2004年7月14日）は、日本の地球物理学者・地球科学者。理学博士（東京大学・論文博士・1958年）（学位論文「岩石磁気の基礎としての造岩強磁性鉱物の磁気的性質 」）。東京大学名誉教授。日本学士院会員。1997年文化功労者。東京生まれ。
1976年 東京大学物性研究所教授。
1986年 同名誉教授。1987年 岡山大学地球内部研究センター教授、1989年 センター長。地球内部にあるマントル間で観測される地震波の不連続性の理由を初めて実証した。
1973年　川井直人とともに研究題目「超高圧・高温下における地球物質の実験的研究」で日本学士院賞を受賞。墓所は多磨霊園。